# Матюк Віктор Григорович
Ві́ктор Матю́к (18 лютого 1852, Тудорковичі — 8 квітня 1912, Карів) — український композитор, священник (УГКЦ) і фольклорист.

## Життєпис
Народився в родині дяка. Навчався в дяко-учительській школі в Перемишлі, а також у Львівській духовній семінарії. Спадкоємець традицій перемиської композиторської школи, учень Михайла Вербицького та Порфирія Бажанського. Був парохом у Карові на Сокальщині. Там і похований. Як священник, Віктор Матюк дбав про народну освіту, закладав осередки «Просвіти» у селах. Видав «Шкільний співаник», основу якого становить українська церковна музика. Як композитор, Матюк найбільше відзначився в солоспіві, створивши майже 50 пісень цього жанру, покладених на слова М. Шашкевича, В. Масляка, І. Гушалевича, А. Міцкевича й Б. Кирчіва. Його «Веснівка» увійшла до золотого фонду української вокальної музики. Віктор Матюк мав значні досягнення також у творах світської тематики.
Іменем Віктора Матюка названа Сокальська дитяча школа мистецтв.

## Найпопулярніші солоспіви

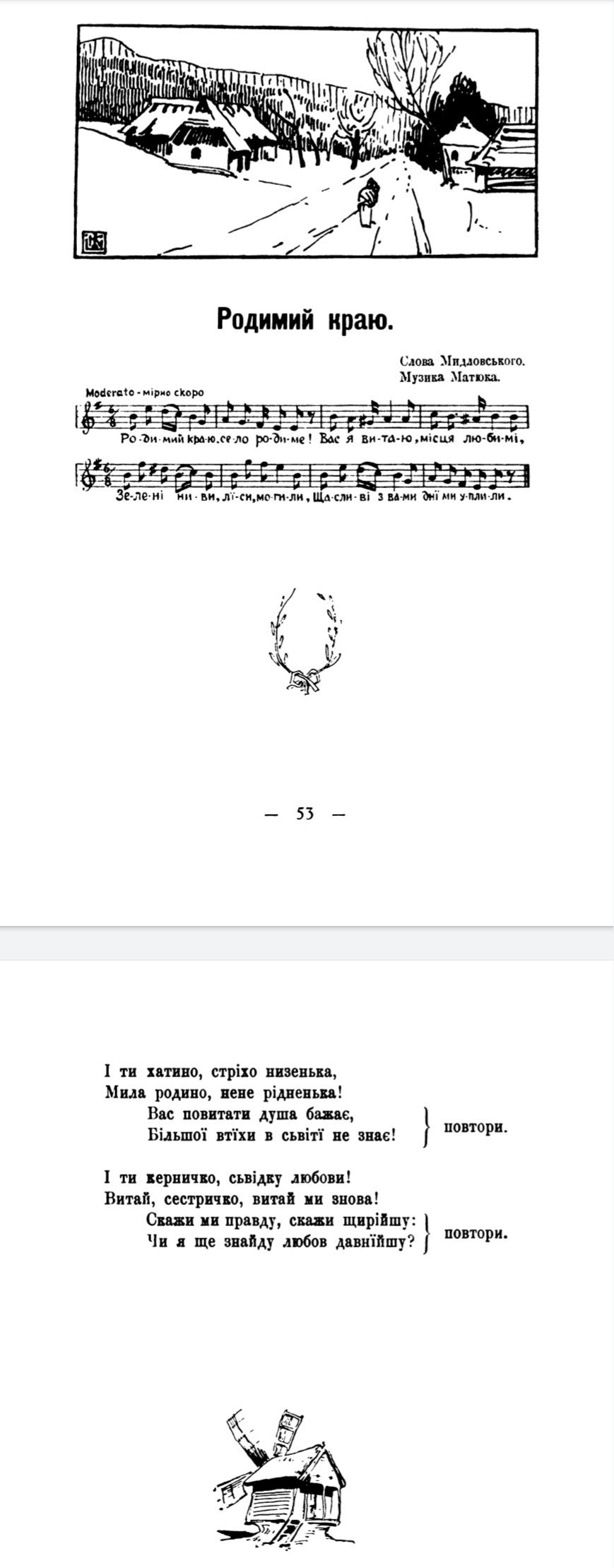
Пісня «Родимий краю» Ісидора Мидловського і Віктора Матюка з віденського видання 1916 року.

- «Веснівка»
- «До руської пісні»
- «Крилець, крилець, сокола дай»
- «Капрал Тимко»
- «Інвалід»
- «Наші поселенці»
- «Нещасна любов»

## Найпопулярніші хорові й інші твори
- «До весни» (кантата)
- «Під осінь»
- «Болеслав Кривоустий під Галичом» (на текст М. Шашкевича)
- «Гамалія» (на текст Т. Шевченка)
- «Заповіт» (на текст Т. Шевченка)
- «Три князі на один престіл» (на текст І. Франка)

### Книжки
- «Малий катехизм музики» (1882)
- «Боян» — хоровий збірник (1886, видавець і співредактор)
- «Руський співаник для народніх шкіл» (у 4-х частинах)
- «Короткий начерк з гармонії і композиції» (1906)
- «Співаник церковно-народний для шкіл народних» (1911)

### Періодика
- Матюк В., Копко М. В справі видавництва руського співаника. — Діло, 1885. — Ч. 16, с. 2
- Матюк В. Іван Лаврівський // Календар «Просвіти». — Львів, 1889. — С. 82—86
- Матюк В. Наша руська народна пісня і її значення. Погляд на розвиток музики в Росії і її вплив на розвиток нашої музики в Галичині. Наша руська народна пісня в композиціях музичних Ф. Колесси. — Діло, 1889. — Ч. 13, с. 1—2; ч. 14, с. 2; Ч. 15, с. 1—2
- Матюк В. В справі науки нотного хорального співу у нас по селах і містах. — Діло, 1898. — Ч. 275, с. 1—2
- Матюк В. Наука нотно-музикального пінія. — Дяківський глас, 1898. — Ч. 1, с. 6—8
- Матюк В.‚ Шухевич В.‚ Копко М. Відозва до співолюбивих Русинів. — Дяківський глас, 1899. — Ч. 8, с. 113—116.